# Olympique Lyonnais 1981-1982
Questa voce raccoglie le informazioni riguardanti l'Olympique Lyonnais nelle competizioni ufficiali della stagione 1981-1982.

## Maglie e sponsor
Lo sponsor tecnico per la stagione 1981-1982 è Puma, mentre lo sponsor ufficiale è Carrefour
| Manica sinistra · Manica sinistra · Maglietta · Maglietta · Manica destra · Manica destra · Pantaloncini · Calzettoni |

## Rosa
| N. |                       | Ruolo | Calciatore           |
| -- | --------------------- | ----- | -------------------- |
|    | Francia (bandiera)    | P     | Yves Chauveau        |
|    | Jugoslavia (bandiera) | P     | Slobodan Topalović   |
|    | Francia (bandiera)    | D     | Bernard Boissier     |
|    | Francia (bandiera)    | D     | Daniel Bruno         |
|    | Francia (bandiera)    | D     | Jean-Marc Furlan     |
|    | Francia (bandiera)    | D     | Alain Olio           |
|    | Francia (bandiera)    | D     | Philippe Vargoz      |
|    | Francia (bandiera)    | C     | Serge Chiesa         |
|    | Francia (bandiera)    | C     | Jean-Louis Desvignes |
|    | Francia (bandiera)    | C     | André Ferri          |
|    | Francia (bandiera)    | C     | Laurent Fournier     |

| N. |                       | Ruolo | Calciatore         |
| -- | --------------------- | ----- | ------------------ |
|    | Francia (bandiera)    | C     | Joël Fréchet       |
|    | Francia (bandiera)    | C     | Alain Moizan       |
|    | Francia (bandiera)    | C     | Patrice Monteilh   |
|    | Francia (bandiera)    | A     | Albert Emon        |
|    | Francia (bandiera)    | A     | Gerardo Giannetta  |
|    | Francia (bandiera)    | A     | Daniel Lubin       |
|    | Francia (bandiera)    | A     | Philippe N'Dioro   |
|    | Jugoslavia (bandiera) | A     | Simo Nikolić       |
|    | Francia (bandiera)    | A     | Stéphane Solomenko |
|    | Francia (bandiera)    | A     | Eric Spadiny       |